# ریک مک‌کالوم
ریک مک‌کالوم (انگلیسی: Rick McCallum؛ زادهٔ ۲۲ اوت ۱۹۵۴) تهیه‌کننده فیلم اهل ایالات متحده آمریکا است.
از فیلم‌ها یا مجموعه‌های تلویزیونی که وی در آن‌ها نقش داشته است، می‌توان به دم‌قرمزها اشاره نمود.